# شبهبانزر أس بيه إي.سي.
سفابانزر أس بيه إي.سي. كان نموذج تجريبي لدبابة خفيفة للإستطلاع مع مكونات مضادة للدبابات. تم تطويره من أجل زيادة القدرات المضادة للدبابات كدعم لكتائب المضادة للدبابات، ولكن المشروع ألغي في نهاية المطاف.    